# Drymaplaneta shelfordi
Drymaplaneta shelfordi är en kackerlacksart som först beskrevs av Karlis Princis 1954.  Drymaplaneta shelfordi ingår i släktet Drymaplaneta och familjen storkackerlackor. Inga underarter finns listade i Catalogue of Life.